# Szubków
Szubków (ukr. Шубків, Szubkiw) – wieś na Ukrainie, w obwodzie rówieńskim, w rejonie rówieńskim, nad rzeką Horyń. W 2024 roku liczyła 1635 mieszkańców.
W okresie II Rzeczypospolitej wieś należała do gminy Tuczyn, w powiecie rówieńskim, w województwie wołyńskim.
W czasie okupacji niemieckiej mieszkająca tutaj ukraińska rodzina Herasimczików ukrywała troje Żydów z rodziny Chomutów, za co po wojnie Instytut Jad Waszem uhonorował tytułami Sprawiedliwych wśród Narodów Świata Pawła i Lubow Herasimczików oraz ich dzieci - Mykołę Herasimczika, Kławdiję Kuczeruk z d. Herasimczik i Hałynę Hawryszczuk z d. Herasimczik.